# Timothy Chooi
Timothy Chooi (Victoria, 17 december 1993) is een Canadees violist. 
Chooi startte als jonge violist met de Suzukimethode en studeerde later met Pinchas Zukerman en Patinka Kopec aan het National Arts Centre in Ottawa, aan het Curtis Institute of Music in Philadelphia onder begeleiding van Ida Kavafian en Pamela Frank en aan de Juilliard School met Catherine Cho.
Hij werd eerste laureaat van het internationaal vioolconcours Joseph Joachim 2018 in Hannover, Duitsland, en behaalde eveneens grote prijzen in de Yehudi Menuhin International Competition for Young Violinists, het internationaal vioolconcours Michael-Hill in Nieuw-Zeeland en de grote prijs van de Montreal Standard Life Competition 2010. In 2019 werd hij in Brussel de tweede laureaat in de Koningin Elisabethwedstrijd 2019 (voor viool).
Chooi bespeelt een Stradivarius uit 1717, gekend als de "Windsor".
Zijn oudere broer, Nikki Chooi, is eveneens een professioneel violist.  Ze spelen beiden ook als onderdeel van het ensemble 'The Chooi Brothers'.